# M/S Prinsen
M/S Prinsen är en svensk passagerarbåt, som byggdes 1962 av Fisksätra varv för Blidö-Expressen och samma år sattes in mellan Blidö och Stockholm.
Hon såldes 1978 till Firma Allt i Sjötjänst i Söderöra och gick sedan i trafik i Stockholms norra skärgård på traden Solö - Högmarsö - Furusund - Rödlöga. År 1983 såldes hon vidare till Kronuddens Taxi & Charterbåtar HB i Vaxholm.